# Plaza Independencia (Montevideo)

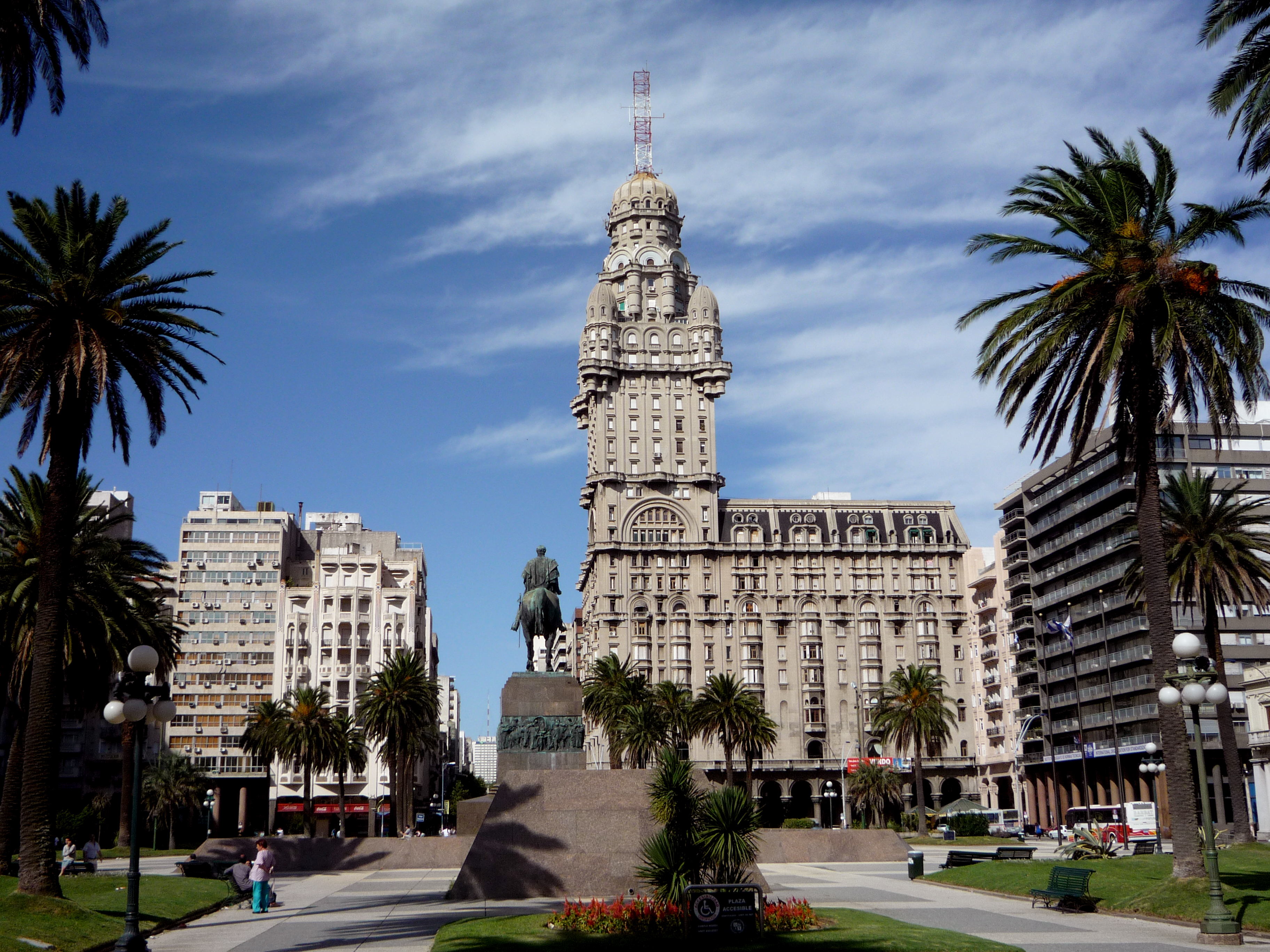
Plaza Independencia von der Westseite aus gesehen

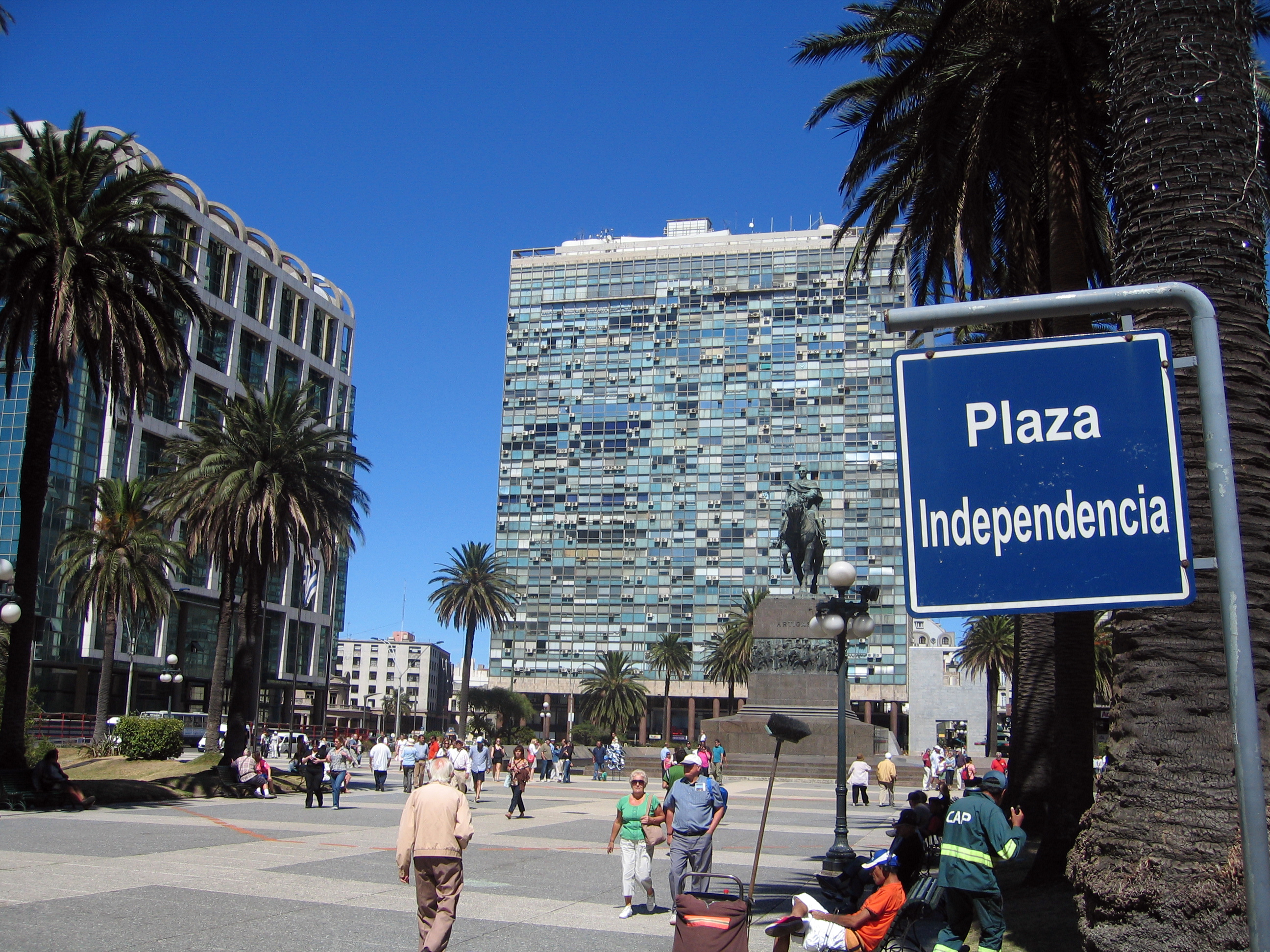
Blick aus nordöstlicher Richtung auf die Plaza Independencia

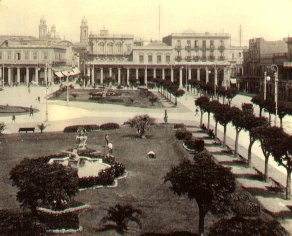
Die Plaza Independencia um 1900

Die Plaza Independencia ist ein Platz in der uruguayischen Hauptstadt Montevideo.
Die 1836 durch den Militäringenieur José M. Reyes angelegte und im Folgejahr vom italienischen Architekten Carlo Zucchi entworfene Plaza Independencia bildet den zentralen und größten Platz Montevideos. Er ist am östlichen Ende der Ciudad Vieja angesiedelt und befindet sich an der Grenze zum Barrio Centro. Von der Plaza in Richtung Osten und damit in den Stadtteil Centro führt mit der Avenida 18 de Julio eine der bedeutendsten Straßen der Hauptstadt. 1860 folgte die Systematisierung der Fassaden an der Plaza Independencia durch den Architekten Bernardo Poncini, 1905 eine Gestaltung des Platzes durch Carlos Thays.
Um die Plaza Independencia sind zahlreiche historische und prägende Bauwerke Montevideos angesiedelt. Während im Westen als letztes Überbleibsel der alten Stadtmauer das isoliert stehende Stadttor, die Puerta de la Ciudadela, den Weg in die Fußgängerzone der Calle Sarandí und somit die eigentliche Altstadt öffnet, befindet sich mit Blick von der Plaza Independencia linker Hand davon und folglich im südlichen Westen des viereckigen Platzes das Edificio Ciudadela. In Sichtweite davon, aber nicht mehr unmittelbar an den Platz anschließend, steht das Teatro Solís.
Die Südseite der Plaza flankieren der Präsidentensitz Torre Ejecutiva und der vormalige Regierungssitz Palacio Estévez, während im Norden beispielsweise das Radisson Montevideo Victoria Plaza Hotel gelegen ist. Am Ostrand des Platzes geben südlich der Palacio Salvo und nördlich der Palacio Rinaldi den Blick in die Avenida 18 de Julio frei.
In der Mitte des teils mit Palmen bepflanzten Platzes befindet sich seit 1924 eine die Plaza überragende, von Angel Zanelli entworfene, 17 Meter hohe und 30 Tonnen schwere Artigas-Statue, die den uruguayischen Nationalhelden José Gervasio Artigas als Reiter in östliche Richtung reitend zeigt. Dieses Monument thront über dem unter der Erdoberfläche gelegenen Artigas Mausoleum, in dem sich, bewacht von zwei Soldaten, die sterblichen Überreste des Wegbereiters der uruguayischen Unabhängigkeit befinden.
Seit 1975 ist die Plaza Independencia als Monumento Histórico Nacional klassifiziert.